# John Ottman
John Ottman (ur. 6 lipca 1964 w San Diego w stanie Kalifornia, USA) – amerykański kompozytor, montażysta i reżyser filmowy.
Zdobywca Saturn Award za muzykę skomponowaną do filmu Superman: Powrót. Był dwukrotnie nominowany do nagrody Saturna za pracę przy filmach X-Men 2 i Kiss Kiss Bang Bang; nominowano go także do nagrody Emmy.

## Wybrana filmografia
- 2018: Bohemian Rhapsody - kompozytor, montażysta
- 2007: Fantastyczna Czwórka 2: Narodziny Srebrnego Surfera (Fantastic Four: Rise of the Silver Surfer) – kompozytor
- 2006: Superman: Powrót (Superman Returns) – kompozytor, montażysta
- 2005: Fantastyczna Czwórka (Fantastic Four) – kompozytor
- 2005: Kiss Kiss Bang Bang – kompozytor
- 2005: Dom woskowych ciał (House of Wax) – kompozytor
- 2004: Komórka (Celluar) – kompozytor
- 2003: X-Men 2 (X2) – kompozytor, montażysta
- 2003: Gothika – kompozytor
- 2000: Ulice strachu: Ostatnia odsłona (Urban Legends: Final Cut) – reżyser, kompozytor, montażysta
- 1999: Lake Placid – kompozytor
- 1998: Halloween: 20 lat później (Halloween H20: Twenty Years Later) – kompozytor
- 1998: Fantastyczna wyspa (Fantasy Island) – kompozytor